# Phronia maculata
Phronia maculata är en tvåvingeart som beskrevs av Dziedzicki 1889. Phronia maculata ingår i släktet Phronia och familjen svampmyggor. Enligt den finländska rödlistan är arten sårbar i Finland. Arten är reproducerande i Sverige. Artens livsmiljö är lundskogar. Inga underarter finns listade i Catalogue of Life.